# أيزو/آي إي سي 17025
أيزو/آي إي سي 17025 (بالإنجليزية: ISO/IEC 17025:2005)‏ أو المتطلبات العامة لكفاءة مختبرات الفحص والمعايرة هي المواصفة الخاصة بالمختبرات أو بمعامل القياس والتحاليل والمعايرة والتي تتبناها المنظمة الدولية للمعايير (أيزو) واللجنة الدولية للتقانة الكهربائية (IEC). وقد كانت تعرف سابقاً بدليل (ISO GUIDE 25) إلا أن المواصفة المعمول بها الآن (ISO/IEC 17025) قد تم إصدارها عام 1999. وللعلم فإن متطلبات المواصفة ISO 9001 مُتضمنة في هذه المواصفة ولكن مواصفتنا هذه مدار العرض والنقاش تضيف بعداً فنياً باحتوائها على المتطلبات الفنية لإثبات كفاءة مختبرات القياس والمعايرة. وقد تم إجراء تعديل على هذه المواصفة عام 2005 حيث كان هنالك اتفاق على ضرورة ان تتوائم هذه المواصفة مع الإصدار الجديد آنذاك لمواصفة ISO 9001:2000.
لقد تم إصدار هذه المواصفة لأول مرة في 2001 وفي 12 آيار 2005 تم إصدار النسخة المعدلة من قبل اللجنة المختصة. وقد كان من أهم التعديلات التأكيد الكبير على مسؤولية الإدارة العليا ومتطلب أهمية التحسين المستمر لنظام الإدارة وبالأخص فيما يتعلق بالاتصال بالزبائن.
تحتوي المواصفة على مجموعتين من المتطلبات، إدارية وفنية، تتعلق المتطلبات الإدارية بجودة «نظام الإدارة» اما الفنية فتتعلق بكفاءة طاقم التحليل وبطرق التحليل والأجهزة المستخدمة وطرق ضبط جودة التحاليل وإصدار التقارير وغيرها.
تستخدم المختبرات هذه المواصفة كي تنفذ نظاماً للنوعية يهدف إلى تحسين قابليتها لإنتاج نتائج مُثبتة. وهذه المواصفة أيضاً هي الأساس للحصول على الاعتماد من جهة اعتماد معينة. وبما ان هذه المواصفة تتعلق بإثبات الكفاءة، فإن الاعتماد ببساطة عبارة عن اعتراف من قبل جهة محايدة بكفاءة وأهلية المختبر.
وهنالك متطلب أساسي للحصول على الاعتماد وهو «توثيق النظام» أي كتابته في الوثيقة التي تسميها المواصفة «ملف الجودة». وتحتوي هذه الوثيقة سياسات وإجراءات المختبر لكيفية التقيد بمتطلبات هذه المواصفة.

## المتطلبات الإدارية
1. المنظمة (المنشأة) Organization
2. نظام الإدارة Management system
3. ضبط الوثائق Document control
4. مراجعة طلبات العمل والعطاءات والعقود Review of requests, tenders and contracts
5. التعاقد الفرعي للفحص والمعايرة Subcontracting of tests and calibration
6. شراء الخدمات واللوازم Purchasing services and supplies
7. خدمة الزبون Service to customer
8. الشكاوى Complaints
9. ضبط الأعمال غير المطابقة Control of nonconforming testing and/or calibration work
10. التحسين Improvement
11. الإجراءات التصحيحية Corrective action
12. الإجراءات الوقائية Preventive action
13. ضبط السجلات Control of records
14. التدقيق الداخلي Internal auditing
15. المراجعة الإدارية Management review

## المتطلبات الفنية
1. متطلبات عامة General
2. طاقم العمل Personnel
3. تجهيزات المختبر والظروف البيئية Accomodation and environmental conditions
4. طرق الفحص والمعايرة والتثبت من صحتها Test and calibration methods and method validation
5. الأجهزة Equipment
6. القابلية للتتبع Traceability
7. أخذ العينات Sampling
8. التعامل مع مواد الفحص والمعايرة Handling of test and calibration items
9. توكيد جودة نتائج الفحص والمعايرة Assuring the quality of test and calibration results
10. إصدار التقارير Reporting the results

## جهات الاعتماد
تشمل هذه الجهات أنظمة برامج اعتماد لكل من الأنظمة الإدارية، مصادقة المنتجات، المختبرات، التفتيش، البشر وغيرها. إن أول جهة تأسست لمنح الاعتماد للمختبرات هي NATA في أستراليا (1947) و TELARC في نيوزلندة (1973)، ومعظم جهات الاعتماد الأُخرى تعتمد على نظام NATA/TELARC ومنها UKAS في المملكة المتحدة و FINAS في فنلندة وغيرها. يوجد في وطننا العربي جهة اعتماد في كل قطر، نذكر منها ما يلي:
- نظام الاعتماد الأردني JAS وتديره وحدة الاعتماد التابعة لمديرية المواصفات والمقاييس الأردنية [JISM]
- نظام الاعتماد الإماراتي ENAS وتديره دائرة الاعتماد التابعة لسلطة المواصفات والمقاييس الإماراتية ESMA
- المجلس الوطني للاعتماد EGAC في مصر
- مركز الاعتماد الخليجي GAC في المملكة العربية السعودية.

## الفرق بين شهادة ISO 9001 وشهادة اعتماد المختبر
إن الكفاءة الفنية لمختبر ما تعتمد على عدد من العوامل منها:
- تأهيل وتدريب وخبرة الكادر.
- التجهيزات الجيدة – ضبط جيد وصيانة.
- إجراءات كافية لضبط الجودة وضمان الجودة.
- ممارسات ملائمة في أخذ العينة.
- إجراءات رصينة للاختبار والتفتيش.
- تسجيل وإبلاغ البيانات بدقة.
- بيئة اختبار مناسبة.

ولا يمكن للزبون أن يعتمد على دعوى المختبر أو على رؤيته الذاتية لضمان حصوله على خدمة بكفاءة فنية.
يعني أن المختبر يمكن أن يتم عليه التفتيش ويعطى شهادة مقياس تظم إدارة دولي يسمى ISO 9001 وهذا المعيار يستخدم بشكل واسع في نظم التصنيع والخدمات لتقييم النظام باعتبار جودة إدارة المنتج أو الخدمة؛ ولكن هذه المواصفة وإن كانت أداة لتقييم الإدارة، لا تعطي الضمان للمتعامل بخصوص الاختبار أو التفتيش أو المعايرة من حيث الدقة والموثوقية..

## كيفية الحصول على ضمان بالكفاءة الفنية للمختبر
تقوم كثير من الدول بذلك عبر Laboratory Accreditation اعتماد المختبر، وهي طريقة مستقلة لموثوقية المختبرات وبخلاف الإيزو 9001 تعتمد معايير وإجراءات طورت خصيصاً لتعيين الكفاءة الفنية.
يقوم مجموعة من الخبراء الفنيين (بما فيهم قائد التدقيق) بتقييم ميداني شامل لكل العوامل في المنشأة التي يمكن أن تؤثر على إنتاج المعلومة الفنية، وتعتمد المعايير على مقياس دولي هو ISO/IEC 17025 ويستعمل هذا المقياس لتقييم المختبرات على نطاق عالمي، ويركز على العوامل الخاصة التي تتصل بقدرة المختبر على إنتاج بيانات دقيقة وسديدة للاختبارات والمعايرات بما فيها:
- الكفاءة الفنية للكادر
- صدقية ومناسبة الطرق المتبعة
- إمكان تتبع القياسات والمعايرات للمقاييس الدولية
- تطبيق مناسب للارتياب في القياس
- مناسبة ومعايرة وصيانة أدوات الاختبار
- بيئة الاختبار
- أخذ العينة وتداولها ونقلها من المواد المختبرة
- ضمان جودة بيانات الاختبار والتفتيش والمعايرات

ويغطي أيضاً المناحي التي تغطيها الآيزو 9001، ويعاد اختبار المنشأة مراراً للمحافظة على مقاييس خبرتها الفنية ويطلب منها لمشاركة في برامج كفاءة نظامية أو مقارنة بين المختبرات كدليل على كفاءتها.
وحتى تكون جهة التقييم مقبولة ومعتبرة دولياً فيجب أن يتوائم نظام الاعتماد مع متطلبات المواصفة:
ISO/IEC 17011: General Requirements for bodies providing assessment and accreditation of conformity assessment bodies.
النتيجة:
- هنالك فرق بين غاية ومعايير وتركيز مقاييس نظام الجودة آيزو 9001 وتلك لتوثيق المختبرات آيزو/إي سي إي 17025
- هذا الأخير لضمان الكفاءة الفنية
- الاحتفاظ بالآيزو 9001 مع الآيزو/ أي سي إي 17025 قد يكون وارداً إذا كان المختبر له وظائف أخرى غير التحليل، مثل المحاسبة، التعليم، البيع، خدمة معلوماتية.

## سؤال وجواب/المتطلبات الإدارية
سؤال: تستخدم مواصفة ISO/IEC 17025:2005 عبارة «المعايرة والفحص» لتوضيح المتطلبات. فكيف يمكن للمختبرات التي تقوم بإجراء أحد النشاطين فقط أن توفي بهذه المتطلبات؟
جواب: للعلم فإن هذه المواصفة ذات مجال يغطي كل من مختبرات الفحص والمعايرة، ولهذا تجدون ازدواج «الفحص والمعايرة» بإستمرار. وعليه فإن على مختبرات الفحص إهمال عبارة «المعايرة» مع استثناء كل من البندين: 5-4-6-1 و 5-6-2-2 وكذلك على مختبرات المعايرة اهمال كلمة «فحص»
سؤال: هل المختبرات التي تم اعتمادها وفقاً للمواصفة ISO/IEC 17025:2005 وتوفي بمتطلباتها، توفي كذلك بمتطلبات المواصفة ISO 9001 ؟
جواب: وفقاً لتعديل 2005 على مواصفة 17025 فقد ورد في مقدمة هذه المواصفة: «تم الحرص على احتواء كل متطبات ISO 9001 والتي لها علاقة بمجال خدمات الفحص والمعايرة والمغطاة بنظام الإدارة للمختبرات» كذلك ورد في المقدمة «مختبرات الفحص والمعايرة التي توفي بمتطلبات هذه المواصفة ستكون بناءً عليه تعمل كذلك وفقاً للمواصفة ISO 9001». رغم ما ورد أعلاه لا يمكن للمختبر الأدعاء بالحصول على شهادة ISO 9001 لأنه حاصل على الأعتماد وفقاً للمواصفة ISO 17025, مع العلم أنه لا يلزم تقييم إضافي.
كلك ننوه هنا أنه قد ورد في المقدمة أيضاً أن إذا كان المختبر يوفي بمتطلبات ISO 9001 وحدها فإن ذلك لا يعني بالضرورة الكفاءة الفنية للمختبر في إصدار نتائج موثوقة.
سؤال: في البند 4-1-1 تذكر المواصفة ما نصه «يجب أن يكون المختبر أو المؤسسة التي يتبع لها شخصية اعتبارية وبالتالي يمكن تحميلها مسؤوليات قانونية» فماذا تعني بالمسؤولية القانونية؟
جواب: أن يكون المختبر (المخبر أو المعمل) سواء كان كينونة خاصة أو عامة، عمل تجاري أو خدمة عامة، قسم قائم بذاته أو نشاط ضمني خلال قسم معين تابع لمصلحة تجارية أو مؤسسة عامة، يوفي بالمتطلبات القانونية السارية ضمن السلطة القانونية الحكومية والتي يعمل المختبر تحت مظلتها.
مثالين على ذلك:
1- مختبر عام يقوم بالتحاليل الصحية أو التحاليل الغذائية تم إنشاؤه بمرسوم أو قانون أو ما شابه، وبالتالي يمكن أن يتحمل المسؤولية القانونية انطلاقا" من شرعية المرسوم أو القانون الذي أنشأه.
2- مختبر خاص ضمن منشأة صناعية، إنّ هذه المنشأة (من المفترض) أنها مرخصة أصولا" فيعتبر النشاطات القائمة ضمن المختبر من نشاطات المنشأة وبالتالي يمكن تحميلها المسؤولية القانونية.
سؤال: تذكر المواصفة في بند 4-1-4 ما نصه"إذا كان المختبر جزأً من مؤسسة لها نشاطات أخرى غير الاختبار و/أو المعايرة فلا بد من تحديد مسؤوليات الأشخاص ذوي الصلة والذين يؤثر دورهم على أعمال الاختبار و/ أو المعايرة في المختبر بغية تمييز المصالح المتناقضة المحتملة، هل يعني ذلك أنه يجب توثيق هذه المسؤوليات المحددة؟
جواب: نعم فعندما نقول تحديد المسؤوليات فإن ذلك يعني توثيقها (عن طريق الوصف الوظيفي مثلاً) وذلك بتلخيص مسؤوليات هؤلاء الناس في المنظمة الأم والذين لطبيعة عملهم تأثير على نشاطات المختبر. ومن المهم التأكد هنا أن هذه الإجابة كانت تعني بالضرورة المختبر الذي هو عبارة عن جزء من مؤسسة أكبر لها نشاطات أُخرى مثل: الإنتاج، الاستشارات وغيرها
يكمن أن نقول أن وجود مثل هؤلاء الأشخاص المرتبطين بالمؤسسة الأم وبالمختبر قد يؤثرون بشكل أو باخر على مصداقية النتائج ونذكر على سبيل المثال:
منشأة فيها مدير الإنتاج هو المدير المباشر لرئيس المختبر.
مدير إنتاج يرغب بالحصول على نتيجة إحدى الطلبيات المستعجلة لتحرير البضاعة قبل موعد معين ولكن النتائج المخبرية لاتصدر قبل هذا التاريخ.
هنا تظهر جلية المصالح المتناقضة، لذا يجب الفصل بين الوظيفتين وبالتالي فانه يجب توثيق كافة المهام الوظيفية لمثل هؤلاء الأشخاص ليتم التأكد من عدم وجود حالات المصالح المتناقضة.
سؤال: في البند 4-1-5 ورد في (ب) ما يلي: أن يكون لديه ترتيبات للتأكد من أن إدارته وموظفيه غير خاضعين لأي ضغوط تجارية أو مالية أو أي ضغوط أخرى داخلية أو خارجية والتي قد تؤثر سلباً على جودة عملهم. وفي النسخة الإنكليزية:
have arrangements to ensure that its management and personnel are free from any undue internal and external commercial, financial and other pressures and influences that may adversely affect the quality of their work
فما هي هذه الضغوط، سواء كانت داخلية أو خارجية وما هو المقصود ب undue في النسخة الإنكليزية؟
جواب: على الأغلب أن المقصود بها الضغوط غير المعتادة والتي تخرج عن كونها ضغوط العمل اليومية والتي هي ملازمة لنا في كل الظروف والأحوال. وعلى العموم يجب عزل طواقم المختبرات عن مثل هذه الضغوط والتي يمكن أن تشكك بمصداقية النتائج سواء كانت مختبرات تجارية أو كانت جزء من مؤسسة. وكما تم الاتفاق عليه سابقاً فإن الضغوط يمكن ان تكون داخلية (أمثلة: ضغط من قبل الإدارة، مواعيد تسليم...) أو خارجية (شكاوي زبائن، طلبات مستعجلة...).
على إدارة المختبر تحديد مدى الضغوط التي يمكن أن يتعرض لها طاقم المختبر وأن تنفذ سياسات وتعليمات واضحة لمقاومة مثل هذه الضغوط.
على إدارة المختبر أن تتأكد كذلك أنه ليس هنالك صراع رغبات بين موظفي المختبر والزبائن، كذلك (حيثما كان ذلك مناسباً) فعلى المختبر أن يحدد سياسته كتابياً بصدد قبول الهدايا والأُعطيات من قبل الزبائن لطاقم المختبر وذلك لتجنب إشعال صراع الرغبات.
و على الإدارة الاهتمام بشكاوي طاقم المختبر وملاحظاتهم وأن يكون ذلك جزء أساسي من نظام العمل.
و يفضل أن يكون الشخص الذي يجري الاتصالات مع الزبائن (لتحديد الطلبات المستعجلة واستلام الشكاوي ومتابعة إصدار التقارير وغيرها) من الطاقم الإداري الإشرافي وليس من الطاقم الفني.
و يمكن أن يدعم الإدارة في ما تم تحديده آنفاً وجود برامج لتعزيز أخلاقيات العمل بالإضافة لعمل اجتماعات بين الإدارات (بغض النظر عن السلم الإداري) مع طواقم المختبرات وإجراء التحكيم العادل في الخلافات مما يمكن أن يكون له الأثر في تخفيف الضغوط ومثل هذه الجهود يجب توثيقها على أن تكون جزء من نظام الإدارة.
إن موضوع الضغوطات في الحقيقة موضوع شائك ويجب الإحاطة به بشكل مناسب ولتعزيز الفهم نذكر أيضا لأمثلة التالية:
أحد العاملين في المختبر له قريب يريد أن يدخل شحنة من المواد الغذائية إلى الأسواق المحلية، وقد تقدم هذا التاجر بعينة لتحليلها إلى هذا المختبر فهنا إذا وصلت هذه العينة إلى هذا المحلل يجب أن يُعلم الإدارة بذلك (وفق تعهد مسبق يجب أن يوقع عليه الكادر) وإلا فتقع هنا حالة عدم نزاهة (ضغوطات).
مثال آخر: القائم بتصدير نتائج تقارير التحاليل يقوم بتمريرها إلى جهات أخرى قد يفيدها مثل هذه المعلومات (مثال التنافس بين التجار على تصدير أو استيراد أحد المواد).
سؤال: كيف تختلف الفقرة (د) عن الفقرة (ب) في 4-1-5 ؟
جواب: إن الفقرة (د) تشير إلى النشاطات التي يمارسها المختبر أو طاقمه خارج العمليات الطبيعية المعتادة والتي يمكن أن توجه الشكوك نحو استقامة المختبر.
سؤال: هل يوفي مخطط الهيكل التنظيمي للمختبر بما هم مطلوب في الفقرة (ه) البند 4-1-5؟
جواب: نعم فإن المخطط التنظيمي الذي يبين العلاقات الإدارية مع المؤسسة الأُم أو مع مالكي المؤسسة يمكن أن يكون كافياً في هذا المجال. وعلى أي حال يكمن توضيح البنية التنظيمية بصور أُخرى مكافئة ومقبولة.
سؤال: ما المقصود بالقدرة على الوصول مباشرة إلى أعلى مستويات الإدارة في الفقرة (ط) البند 4-1-5؟
جواب: تتطلب هذه الفقرة أن يكون شخص واحد من طاقم المختبر له القدرة على تولي مهمة «مدير جودة». هنالك في العادة تطبيق خاطئ لهذا المتطلب وهو أن يكون ذلك موثقاً فقط في مخطط الهيكل التنظيمي حيث يظهر علاقة مباشرة بين مدير الجودة وبين أعلى مستوى للإدارة (الإدارة العليا). طبعاً ليس هذا هو المطلوب فقط وإنما ولكي نعرف ذلك علينا الإجابة على الأسئلة التالية:
Oهل باستطاعة مدير الجودة التحدث إلى الإدارة العليا؟
Oهل يستطيع أن يذهب لمكاتبهم مباشرةً؟
Oهل يستطيع أن يرسل لهم الرسائل الإلكترونية أو أن يتصل بهمة بأية وسيلة اتصال أُخرى؟
كل هذا عبارة عن اتصال مباشر
سؤال: في 4-1-5 الفقرة (ي): تعيين من ينوب عن الموظفين الإداريين الأساسيين (انظر الملاحظة), حيث تظهر الملاحظة انه من الجائز أن يناط بالأفراد أكثر من وظيفة واحدة، وقد يكون من غير العملي تعيين نائب عن كل وظيفة. فما هي الوظائف التي تحتاج إلى نائب؟
جواب: يجب وضع ترتيبات معينة وتوثيقها بحيث يتم التأكد من هوية الشخص الذي سينوب عن المدير الفني أو عن مدير الجودة خلال غياب أي منهما لضمان استمرارية سير العمل كالمعتاد. أما إذا كان هنالك شك بأن استقامة العمل ستتأثر بغياب أي من القياديين الآخرين فيجب كذلك توفير بدلاء لهؤلاء. أما البدلاء فيجب أن تتوفر فيهم الكفاءة والخبرة المناسبة للقيام بهذه المهام المؤقتة المنوطة بهم، وإلا فإن مهامهم تختصر عندما لا تتوفر الخبرة والكفاءة المناسبتين.
سؤال: في 4-1-5 الفقرة (ك): التأكد أن الموظفين يعون أهمية نشاطاتهم، وكيفية مساهمتهم في تحقيق أهداف نظام الإدارة. فما هو الإثبات المطلوب (الدليل المادي) لذلك؟
جواب: تعني هذه الفقرة أن أفراد طاقم المختبر يدركون أهمية مواقعهم ويعرفون ماهية أعمالهم ضمن المؤسسة الأم، لذلك فإن المقابلات مع هؤلاء الأشخاص والتحدث معهم ومناقشتهم كفيلة بكشف الغطاء عن توفر ذلك من عدمه وأنهم يقومون بأعمالهم بالشكل الصحيح وأنهم على وعي بأهداف الجودة في مؤسساتهم. يرجى ملاحظة أن هذه الفقرة على صلة بفقرات عديدة أُخرى بهذه المواصفة، فالوعي الكافي والملموس لدى طاقم المختبر يمكن أن ينعكس بوضوح «وهو بالتأكيد كذلك» على كفاءة عمليات الاتصال من خلال إدارة المختبر بالإضافة لوجود تقييم مستمر للأداء والمراجعة الإدارية الدورية.
سؤال: بالنسبة للبند 4-1-6 هل الاتصالات يجب أن تكون بطريقة كتابية؟
جواب: ليس بالضرورة، إن الاتصالات الفاعلة يمكن أن تجري بعدة طرق:
المذكرات المكتوبة
الهاتف
البريد الإلكتروني
المناقشة والتحدث وجهاً لوجه
و عند مقابلة أفراد طاقم المختبر كما أشرنا سابقاً سيظهر هذا بشكل جلي. فعلى سبيل المثال فإن اطلاع العاملين في المختبرات على نتائج المراجعة الإدارية تبين لنا كم يعرف هؤلاء عن مدى فعالية نظام الإدارة في المؤسسة. كما أنه من المتوقع أن يحدث هنالك فشل أو انهيار للنظام ناتج عن خلل بالاتصالات الفعالة بين أفراد طاقم المختبر.
سؤال: كيف يمكن للمختبر أن يثبت (يقدم الدليل المادي) على أن وثائق نظام الإدارة تم إيصالها ويقوم المعنيون بتنفيذها كما هو مطلوب في 4-2- 1 ؟
جواب: يمكن أن يتم ذلك مثلاً باستخدام قائمة توزيع نسخ مضبوطة (controlled) للوثائق تبين أرقام النسخ والأشخاص الحاصلين عليها. يمكن أن يتم تنفيذ برنامج للتدريب والتوعية بقضايا الجودة مع توثيق ذلك.
سؤال: بالنسبة للمختبرات التي هي جزء من مؤسسة كبيرة ولها نظام الجودة الخاص بها. هل يلزم وجود نظام آخر للجودة في المختبر بالاعتماد على هذه المواصفة الدولية ISO/IEC 17025 ؟
جواب: يمكن دمج النشاطات المخبرية ضمن ملف الجودة الخاص بالمؤسسة والذي يغطي كل مدى أعمالها. وإذا كان الأمر كذلك فربما كان من الضروري استخلاص بعض المعلومات والقيام بتوسيعها لتأسيس سياسة وأهداف جودة خاصة بنشاطات المختبر وربما ملف جودة منفصل.
أما البديل الآخر فهو توسيع مدى التوثيق المدمج ليتم (حيثما كان ذلك ضروريا) الإيفاء بمتطلبات المواصفة ISO/IEC 17025
سؤال: كم من المفروض أن يكون نظام الجودة للمختبر مفصلاً؟
جواب: في المواصفة وفي بند 4-2-1 نقتبس «وأن يوثق السياسات والأنظمة والبرامج والإجراءات والتعليمات الخاصة به وفق ما تتطلبه الحاجة» وهذا يعني أنه يجب على المختبر أن يقرر بنفسه مقدار التفصيل اللازم. وعلى المختبر إثبات أن (بالاعتماد على الحقائق الموضوعية) توثيق التفاصيل الموجودة بالنظام كافي لتحقيق الأهداف المطلوبة. يمكن أن يكون التوثيق كتابياً أو إلكترونياً أو مشافهةً ولكن هذا الأخير يختلف من شخص لآخر مما يجعله غير صالح في هذا المجال.
سؤال: بالنسبة لما هو مطلوب في 4-2-2: تحديد السياسات المتعلقة بالجودة. فهل من الضروري توثيق كل هذه السياسات؟
جواب: نعم. في العديد من المتطلبات في هذه المواصفة مطلوب هنالك أمرين:
Oسياسات
Oإجراءات
فأما السياسات فيجب أن توثق بملف الجودة، أما الإجراءات فيمكن أن توجد بمكان آخر (ملف الإجراءات مثلاً) طالما تم الإشارة إليها بملف الجودة. فإذا كان الإجراء موجود بملف الجودة فهذا يعتبر دليلاً كافياً للإيفاء بالاثنين معاً (السياسة والإجراء).
سؤال: هل يجب على المختبر وفقاً للبند 4-2-2 أن يراجع ويقيم إنجازاته بالنسبة للأهداف المرسومة؟
جواب: نعم (أُنظر كذلك البند 4-15: المراجعة الإدارية)
سؤال: في البند 4-2-3 «يجب أن توفر الإدارة العليا الدليل على الالتزام بتطوير وتنفيذ نظام الإدارة وباستمرارية تحسين فعاليته» فما هي طبيعة هذا الدليل؟
جواب: الإدارة العليا هم هؤلاء الأشخاص الذين يمتلكون الصلاحيات والقدرة على تزويد المختبر بالمصادر (كوادر، أبنية، أجهزة ومواد، طرق فحص، عقود صيانة ومعايرة.....الخ) المطلوبة لعمل تغييرات في أي منحى خلال المختبر.
و بناءً عليه فمن الضروري مشاركة هؤلاء في المراجعة الإدارية وأن يقوموا بالتأكيد على هدف خدمة الزبائن وتلبية احتياجاتهم وأن يتأكدوا من سلامة نظام الإدارة (أُنظر 4-2-4، 4-2-7 و 4-15) 
في البند 4-2-2 الفقرة (ه) تطلب هذه المواصفة من الإدارة العليا الالتزام بتلبية متطلبات هذه المواصفة الدولية وباستمرار تحسين فعالية نظام الإدارة ضمن إصدار بيان متعلق بسياسة الجودة، وعليه يعتبر مثل هذا البيان أحد الأدلة على التزام الإدارة.
يمكن كذلك أن نعتبر كل مما يلي دليل على التزام الإدارة:
Oتوفير المصادر اللازمة لتنفيذ برنامج تدقيق داخلي فعال ومناسب
Oالمراجعة الإدارية
Oوجود برنامج لضبط الجودة
Oالاشتراك ببرامج الكفاءة المخبرية
وهنالك أشياء أخرى من هذا القبيل
و عليه فإن وجود وثائق تؤكد تحقق هذه الأمور لهو الدليل على التزام الإدارة.
سؤال: في البند 4-2-4 كيف تستطيع الإدارة «إيصال» أهمية تلبية احتياجات الزبائن والمتطلبات القانونية والتشريعية؟
جواب: يمكن إنجاز ذلك بعدة وسائل: المذكرات، أفلام فيديو، الملصقات الإعلانية وغيرها من وسائل الاتصال، ويمكن أن يتم ذلك مشافهةً. ومرةً أُخرى نقول أنه يتوقع أن تكشف المقابلات مع طاقم المختبر عن أنه لم يحدث هنالك فشل بالنظام نتيجة لعدم وجود اتصالات مناسبة وكافية. هذا البند مرتبط بشكل كبير بالفقرة (ا) من البند 4-2-2 والذي يتطلب سياسة مكتوبة بالتزام المختبر بممارسات مهنية سوية وبجودة الخدمات المقدمة. 
سؤال: في البند 4-2-7 ما هو المقصود بالمحافظة على سلامة نظام الإدارة؟
جواب: لا يرتبط هذا البند بالمحافظة على سلامة نظام الإدارة عند حدوث تغيير بالهيكل التنظيمي أو بالهرم الإداري للمختبر أو بتغيير بكادره فحسب، بل يرتبط كذلك أيضاً بالتغييرات العادية والتي تحدث في نظام الإدارة من حين لآخر، وعلى سبيل المثال:
Oهل بقي نظام الإدارة محتفظاً بسلامته عندما تم التعديل أو التغيير في بعض الحقول؟
Oعندما تم تغيير سياسة الجودة أو الإجراءات لأحد المختبرات، فهل تمت تغييرات في حقول مماثلة لنظام ضبط الوثائق والتي تتأثر بمثل هذا التغيير بحيث لا يحدث هنالك تناقضات أو صراعات خلال النظام؟
Oهل يتم إعلام طاقم المختبر وبطريقة ملائمة عن التغييرات التي يكمن أن يتأثروا بها؟
كل ما تم ذكره يساهم في المحافظة على سلامة نظام الإدارة.
سؤال: هل يطلب البند 4-2-2 من المختبر ان تكون سياسة الجودة (من الفقرة (أ) إلى الفقرة (ه) متضمنة في جمل متلاحقة ؟ أم يكمن أن تكون في أماكن مختلفة ضمن ملف (دليل) الجودة؟
جواب: في جمل متلاحقة تتضمن كل ما هو محدد من (أ) إلى (ه) على الأقل.
سؤال: نحن مختبر (س س س), نسعى لاعتماد مختبرنا ونحن في طور كتابة ملف (دليل أو كتيب) الجودة حالياً، حيث تم الإشارة وبوضوح إلى مسؤولية ودور كل من المدير الفني ومدير الجودة، لكن لم يتم الإشارة إلى مسؤولية أي من هذين إلى الالتزام بتطبيق عناصر المواصفة: ISO/IEC 17025 فهل يشكل ذلك خلل بالنظام لدينا؟
جواب: نعم وبالتأكيد، راجع الفقرة 4-2-6:
«يجب أن تحدد في كتيب الجودة أدوار ومسؤوليات الإدارة الفنية ومدير الجودة والتي تتضمن مسؤولية التأكد من المطابقة مع هذه المواصفة القياسية الدولية»
سؤال: هل النماذج المستخدمة في جمع البيانات الأولية للتحاليل raw data يجب أن تخضع لهذه المتطلبات «ضبط الوثائق»؟
جواب: إذا كانت هذه النماذج هي لمجرد كتابة الأرقام فلا، أما إذا احتوت على تعليمات لكيفية إجراء مهمة معينة أو حتى لكيفية تعبئة النموذج نفسه فنعم.
سؤال: ما الفرق بين كل من «طلب العمل»Request و«العطاء»Tender و«العقد»Contract؟
جواب: هي ثلاثة نشاطات مختلفة:
يتم استلام «طلب العمل» من الزبون لمجال عمل معين، وتأتي بعد ذلك استجابة المختبر بعمل مقترح «عطاء» يتم تسليمه للزبون. العطاء ربما يحتوي على توضيح لمجال العمل وبرمجة للعمل حسب برنامج زمني وطريقة الدفع، الخ. أما العقد فهو عبارة عن الاتفاقية بين المختبر والزبون. وتتطلب هذه المواصفة أن يتم مراجعة جميع هذه الأطوار الثلاثة والاحتفاظ بسجلات لذلك (4-4-2).
سؤال: إذا لم يحدد الزبون حدوداً معينة لارتياب القياس Uncertainty عند إجراءه معايرة لأجهزته فهل على مختبر المعايرة ذكر ذلك في العقد؟
جواب: عند مراجعة العقد، على مختبر المعايرة مناقشة ذلك مع الزبون تحديداً، والتأكد من أن حدود الارتياب التي سوف يتم إعطائها توفي بمتطلباته، وبنفس الطريقة على المختبر المعتمد الذي يقوم بمعايرة أجهزته التأكد من أن قيم حدود الارتياب التي سوف تعطى له توفي بمتطلباته وذلك قبل القيام بمعايرة الأجهزة.
سؤال: هل يوجد آلية تقييم محددة يتم بها معرفة كفاءة المقاول الفرعي؟
جواب: يعطي البند 4-5-1 مثالاً على كفاءة المقاول الفرعي وهي الالتزام بتطبيق بنود هذه المواصفة للعمل الذي سيتم التعاقد عليه، لكن البند 4-5-4 يبين أنه يجب على المختبر الذي ينوي التعاقد من الباطن أن يكون لديه سجلات تثبت هذا الالتزام (تطبيق المواصفة ISO 17025:2005) وعلى الرغم من أنه يبدو أن هنالك تناقضاً بين هذين البندين إلا أن المواصفة تعطي المختبر الحرية باختيار طرق التقييم التي يراها مناسبة، لكن بشرط أن تحتوي السجلات على «مدى التزام المقاول الفرعي بمتطلبات هذه المواصفة» للعمل الذي سيتم التعاقد عليه من الباطن. 
تعتبر المختبرات المعتمدة مسؤولة عن العمل الذي يتم التعاقد عليه من الباطن وذلك حسب البند 4-5-3 من هذه المواصفة وعليها إخبار الزبون «كتابياً» عن أي عمل سيتم التعاقد عليه من الباطن وذلك حسب البند 4-5-2 من هذه المواصفة.
وعليه يعتبر اختيار المقاول الفرعي نوع من الاتفاق بين المختبر والزبون، وفي حالة عدم وجود أية متطلبات معينة للزبون فإن المختبر مسؤول عن التأكد من أن المقاول الفرعي لديه نظام نوعية مناسب وكفؤ لإنجاز العمل المطلوب.
ومن المنطقي أن يدون المختبر سياسته وإجراءاته لاختيار المقاولين الفرعيين.
و هذه بعض الأدلة المادية التي تثبت التزام المختبر المنوي التعاقد معه من الباطن بمتطلبات هذه المواصفة:
•ملف الجودة ليثبت هذا الالتزام للعمل المنوي إنجازه
•طرق العمل للتحاليل وإثبات أن المقاول لديه أداء جيد في برامج مناسبة للرقابة البينية
•سجلات تدريب تثبت كفاءة المحللين للفحوصات التي سيتم إنجازها
•عينة شهادة أو تقرير فحص لذلك
سؤال: يتعامل مختبرنا التحليلي مع أحد مختبرات المعايرة التي تعمل على أساس تجاري وذلك للاستفادة من خدمات هذا المختبر في معايرة أجهزتنا، وعدا عن ذلك فلا نستخدم أي لوازم أو مواد مستهلكة للفحوصات والمعايرات التي يجريها مختبرنا، فهل تنطبق علينا متطلبات الفقرة 4-6؟
جواب: نعم، فهذه الفقرة لا تتعلق باللوازم وقطع الغيار والمستهلكات فحسب، ولكن أيضاً بالخدمات التي يحصل عليها المختبر مثل المعايرة الخارجية (تنطبق عليكم وعليه أيضاً).
سؤال: هل على مختبرنا اعتبار مزود خدمة «تقديم برامج الكفاءة المخبرية-Proficiency Testing» التجارية والتي نستفيد منها لتقييم جودة التحاليل كمزود خدمات حاسمة؟
جواب: نعم، وعلى هذا الأساس تنطبق كل من 4-6-1 و 4-6-4.
سؤال: ما هي أنواع الخدمات واللوازم المغطاة تحت الفقرة 4-6-1؟
جواب: كما تشير المواصفة، كل ما له علاقة بجودة نتائج الفحص و/أو المعايرة مثل:
- المختبرات التي تقدم خدمة المعايرة
- برامج الكفاءة البينية
- المواد المرجعية
- الكواشف المخبرية
- الأجهزة والأدوات وقطع الغيار
- التدريب
- الصيانة
- البرامج الحاسوبية

سؤال: هل يجب إرفاق السجلات التي تتضمن فحص مطابقة ما تم استلامه من خدمات، لوازم و/أو مواد مستهلكة مع الشحنة/الصندوق/التشغيلة المحددة؟
الجواب: بالرجوع للفقرة 4-6-2 نجد ضرورة الاحتفاظ بالسجلات التي تثبت المطابقة ولا يشترط تسجيل رقم التشغيلة مثلاً لكل سجل، بل المطلوب وجود إمكانية كافية من التسلسل أو التتبع (Traceability) لنظام السجلات التي توثق نتائج ما تم عمله لإثبات المطابقة، بحيث أن هذه المعلومات يمكن التعرف عليها واسترجاعها في حال ان عملية التدقيق تطلبت ذلك وفقاً للفقرة 4-13-2-1 من هذه المواصفة في حالة وجود أي خطاْ. إن هذا التسلسل أو التتبع للسجلات يجب أن يمكن المختبر ومن خلال عملية التدقيق من معرفة ماهي المواد المعطوبة وما هي الفحوصات التي تأثرت أو يمكن ان تكون قد تأثرت نتيجة استخدام هذه المادة.
سؤال: ما هي الطرق التي يمكن ان يتبعها المختبر للحصول على التغذية الراجعة من الزبائن؟ وكيف يمكن تحليل النتائج؟
جواب: كما تقترح الملاحظة أسفل الفقرة 4-7-2 فإن هنالك طرق عديدة يمكن ان يلتمسها المختبر للحصول على التغذية الراجعة من زبائنه طالما أن هذه التغذية الراجعة يتم الحصول عليها بطرق عامة ويتم التطرق فيها ليس فقط للتقرير أو شهادة الفحص/المعايرة بل كذلك لكل عناصر العلاقة بين الزبون والمختبر (على سبيل المثال خدمة الزبائن، الوقت المستغرق في الخدمة، ملائمة الخدمة...الخ). يمكن استخدام المسوحات، موقع المختبر على الشبكة العنكبوتية، وجود عبارة على تقرير أو شهادة الفحص/المعايرة تلتمس التغذية الراجعة أو أية طريقة طالما تم توجيه الزبون أو تم إعلامه بالآلية التي يمكن أن يقدم بها تغذيته الراجعة. بإمكان المختبرات التي تخدم مؤسساتها خاصةً الحصول على التغذية الراجعة بنفس طريقة المختبرات التي تعمل على أسس تجارية، مثل إرسال استبيان لمهندسي الشركة والمختصين بتطوير المنتج أو من خلال اللقاءات مع الدوائر الأُخرى. وعلى كل ومن أجل الالتزام بمتطلبات هذه الفقرة (4-7-2) فلا بد للمختبر من الاحتفاظ بسجلات التغذية الراجعة وكذلك بسجلات للطريقة التي تم فيها استخدامها (مناقشتها من خلال اجتماع المراجعة الإدارية على سبيل المثال).
سؤال: ما الذي يشكل الشكوى حسب الفقرة 4-8؟
جواب: ليس من الضروري ان تكون الشكوى مكتوبة، من الممكن ان تكون عن طريق الهاتف أو مشافهةً. من الضروري عمل سجل للشكوى وتوجيهها إلى الشخص المعني لحلها. يجب أن يحتوي ملف (كُتيب الجودة) على دليل لكيفية متى يصبح النقاش شكوى ويجب توثيق كل الشكاوى في ملف يحتوي على مادة الشكوى وحلولها. يمكن ان تأتي الشكاوى من الزبائن الخارجيين أو من المؤسسة التي تتضمن هذا المختبر.
يجب عدم الخلط بين الشكاوى التي تشير إليها هذه الفقرة (4-8) وبين الشكاوى على نوعية المنتج الحقيقي الذي تم فحصه أو معايرته. يوفر ISO 10002:2004 دليل مفصل لكيفية التعامل مع الشكاوى.
سؤال: هل يجب على المختبر أن يحتفظ بسجلات لإثبات أن كل المتطلبات الخمسة في الفقرة 4-9-1 تم تعريفها لكل من حالة من الأعمال غير المطابقة؟
جواب: نعم فإن هذه الفقرة بمتطلباتها الخمس تؤكد أنه يجب على المختبر أن يكون لديه إجراءات للتأكد من انه تم استيعاب هذه المتطلبات حالما كانت تنطبق. ومن اجل إثبات أن إجراءات المختبر بالفعل تستوعب ذلك، فعلى المقيم توقع حدوث أي منها، ويجب أن يحتوي أي سجل للعمل غير المطابق هذه المتطلبات محددةً.
سؤال: تشير الفقرة 4-10 إلى موضوع التحسين وبالنظر بمضمون الفقرة نجد أنها تشير إلى سياسة وأهداف الجودة، نتائج التدقيق، تحليل البيانات، الإجراءات التصحيحية والوقائية واجتماع المراجعة الإدارية. فما هي المتطلبات الإضافية لهذه الفقرة؟
جواب: نعم نوافقك القول أن هذه المتطلبات قد تم ذكرها في أماكن أخرى في هذه المواصفة. إذا كان لديك سجل ملائم يثبت أنه قد تم استكمال هذه المتطلبات وتم البناء عليها للتحسين المستمر في نظام الإدارة للمختبر، فيعتبر ذلك دليل كافي للوفاء بمتطلبات هذه الفقرة.
سؤال: تشير الفقرة 4-12-1 إلى وجوب تطوير «خطط عمل» وأن يتم تطبيقها ومراقبتها، فهل يجب توثيقها كذلك؟
جواب: نعم يجب ذلك وهذا هو الإثبات على تنفيذ «الإجراءات الوقائية»
سؤال: ما هو الفرق بين الإجراء التصحيحي والإجراء الوقائي؟
جواب: الإجراء التصحيحي هو البحث بطريقة نظامية عن حالة من عدم المطابقة. وحتى إذا تم أخذ الخطوات الكفيلة بعدم حدوث عدم المطابقة مرة أُخرى إلا أن هذا يعتبر جزء فقط من الإجراء التصحيحي وليس إجراء وقائي. في حين أن الإجراء الوقائي هو كشف استباقي لمشكلة محتملة أو أية إمكانية للتحسين. جوهرياً لا داعي لأي إجراء (الذي يتخذ عادةً في حالة عدم المطابقة) في حالة الإجراء الوقائي.
سؤال: هل يعتبر الإجراء التصحيحي ناقصاً إذا لم يتم تحديد «السبب الجذري»؟
جواب: نعم يعتبر كذلك ومن الواجب تقديم الحقائق الموضوعية عن انه تم تحليل السبب الجذري ويعتبر هذا كما أشارت المواصفة من أصعب الخطوات وهنالك آليات معينة يتم إتباعها لذلك.

## سؤال وجواب/المتطلبات الفنية/العاملون
سؤال: هل ينطبق البند 5-2 على المدقق الداخلي للمختبر؟
جواب: بما أن المدقق الداخلي مسؤول عن فحص أداء الأجهزة، طرق الفحص والمعايرة وتصدير النتائج، فإنه من الضروري أن يتم تحديد وتوثيق وتقييم مؤهلات وتدريب المدقق الداخلي. وعليه فإن هذا البند ينطبق تماماً على المدقق الداخلي.
سؤال: في مختبرنا يوجد فحص نسعى لاعتماده ولكن لا يوجد سوى شخص واحد مؤهل لأجراء الفحص. فهل يجب أن يتواجد هذا الشخص عند التقييم لعرض الفحص؟
جواب: تحدد الفقرة 5-2-1 انه يجب أن يكون هنالك شخص في المختبر كفؤ لأجراء الفحص وتشغيل الأجهزة. وللتحقق من ذلك فإن على المقيم الفني التأكد من أن هنالك على الأقل شخص واحد قادر على عرض الفحص وعليه فمن الضروري تواجد هذا الشخص «الوحيد» عند التقييم.
إلا أنه يمكن إبداء بعض المرونة في حالة تجديد الاعتماد، وذلك إذا كان هذا الشخص في إجازة مرضية أو إجازة طارئة طالما أن مؤهلات وكفاءة وتدريب هذا الفني يمكن التحقق منها عن طريق مراجعة السجلات وطالما أن هذا الفني تمت مقابلته سابقا. في حالة الغياب الطويل لهذا الفني «الوحيد» يتم سحب الفحص من الاعتماد.
سؤال: كيف يتم تقييم الطاقم الفني حسبما هو مطلوب في الفقرة 5-2-1؟
جواب: يعتبر تقييم الأشخاص جزء أساسي من عملية تقييم المختبر، وتؤخذ الأمور التالية بعين الاعتبار عند إجراء التقييم:
- عدد الفحوصات أو المعايرات المطلوب اعتمادها
- مدى تعدد خطوات إجراء الفحص أو المعايرة
- دورية إجراء الفحص أو المعايرة

تتطلب بعض برامج الاعتماد متطلبات محددة بالنسبة للمؤهلات.
يجب على الطاقم الفني أن يكون قادراً على عرض المعرفة والمهارات وإجراء الحسابات للفحوصات أو المعايرات المطلوب اعتمادها. وربما يتم الطلب بان يقوموا بإجراء الفحص أو المعايرة أو تشغيل جهاز معين عند التقييم.
أما بالنسبة للطاقم الإشرافي فيتم مراجعة مؤهلاتهم وخبراتهم خلال التقييم وتؤخذ الأمور التالية بعين الاعتبار بالإضافة لما تم ذكره عند الطاقم الفني:
- ارتياب القياسات / المعايرات
- مدى عمق الخبرة المطلوبة لإجراء الفحوصات / المعايرات
- مدى مساهمة المشرف بتطوير وتبني منهجيات جديدة في المختبر

عند تقييم المؤهلات فيتم وزن ذلك مع النقاط المذكورة سابقاً، وفي كل الأحوال يتوقع من الإشرافي فهماً ملائماً لطبيعة الفحوصات والمعايرات التي يشرفون على إجراءها. أما بالنسبة للمختبرات التي لديها حجم كبير من الفحوصات / المعايرات المتعددة الخطوات فإنه يتوقع أن يكون الإشرافي قد حصل على تعليم عالي في مجاله بالإضافة لخبرة ملائمة في مجال الفحوصات / المعايرات التي يشرف على إجراءها.
سؤال: هل يجب على مختبرنا أن يحتفظ بسجلات البيانات الأصلية لكفاءة العاملين؟
جواب: تتطلب الفقرة 5-2-1 من المواصفة أن يكون الأشخاص الذين يؤدون مهاماً معينة مؤهلين من حيث التعليم والتدريب والخبرة والمهارات المناسبة كما هو مطلوب. تتطلب الفقرة 5-2-5 أن يمد المختبر أشخاصاً معينين بالسلطة للقيام بمهام معينة وان يكون هنالك إدامة سجلات لذلك ولكل مما سبق وذلك لكل الكادر الفني. لكن المواصفة لم تحدد الطريقة التفصيلية التي يقرر فيها المختبر ذلك ولم تحدد كذلك أية متطلبات لمحتويات السجلات أكثر من وجود التاريخ. ورغم أنه يفضل توثيق التفاصيل الفعلية لكفاءة العاملين الفنيين، لكنه ليس متطلباً لهذه المواصفة التي ببساطة تتطلب أن يكون هنالك إدامة سجلات كفاءة، وهذا يختلف عن طلب سجلات لبيانات الكفاءة؛ على سبيل المثال لنفترض أن أحد العاملين في المختبر يعمل منذ سنوات طويلة، فإن بياناً لكفاءة هذا الشخص من ناحية أداء مهام معينة بالاعتماد على سنين الخبرة هذه ربما يكون كافياً، وعلى كل الأحوال فللمقيم الفني الحق وعليه كذلك أن يطلب من الفني إجراء الفحص ليكون هنالك إثبات عملي.
سؤال: هل تتطلب الفقرة 5-2-2 توثيق الأهداف؟
جواب: الأهداف التي تتعلق بالمؤهلات والتدريب والمهارات تشكل جزءً من نظام توثيق السجلات للمختبر (مثال على ذلك تقييم أداء الموظفين الدوري).
سؤال: في نفس الفقرة السابقة تتطلب الجملة الأخيرة تقييم لفعالية التدريب. كيف يمكن تنفيذ ذلك؟
جواب: في الحقيقة فإن هذه الجملة تعتبر جديدة في الإصدار الثاني من هذه المواصفة، ومن الأهمية أن ندرك أن هذا التقييم ليس لكل برنامج المختبر التدريبي، بل يتم عمله لتقييم فعالية التدريب لكل فعالية تدريب على حده والتي يتم الاشتراك بها من قبل كادر المختبر بما له علاقة بأهداف المختبر التي تم تحديدها وتتطلب المواصفة توثيقها. يجب الاحتفاظ بسجلات لهذا التقييم (فعالية التدريب) ويعتبر إحدى المدخلات لاجتماع المراجعة الإدارية الدوري حيث يجب مناقشة هذا الأمر. ويمكن أن تحتفظ المختبرات كذلك بسجلات نتائج تقييم برامج الكفاءة البينية، التدقيق الداخلي، التقييم الخارجي بالإضافة لتقييم أداء موظفي المختبر بالنسبة لمسؤولياتهم المحددة وكما هو موافق عليه من المقيم (المدير الفني أو مدير الجودة) وبما يتناسب مع الفقرة 5-2-5، وذلك كوسيلة للشهادة على فعالية التدريب الذي أُعطي لطاقم المختبر.

## سؤال وجواب/المتطلبات الفنية/طرق الفحص والمعايرة والتثبت من صحتها
سؤال: ما الفرق بين «الطريقة-method» و«الإجراء-procedure» كما هو مذكور في محتوى هذه المواصفة؟
جواب: رغم أن المراجع المعيارية مثل VIM تحتوي على تعريفين مختلفين لهذين المصطلحين، فإن هذه المواصفة لا تفرق وظيفياً بينهما لأجل التثبت الفني وكما هو مطلوب في البند 5-4.
سؤال: هل يمكن منح الاعتماد للمختبر بناءً على طريقة فحص غير قياسية، مثل طريقة تم تطويرها داخل المختبر؟
جواب: تعتبر جهات الاعتماد أن اعتماد مثل هذه الطرق في حالة وجود طرق قياسية غير ملائم. يجب أن ينم توثيق هذه الطرق وإجراء تثبت ملائم لها وحسب الفقرة 5-4-4. يُفضل أن يتم التوثيق حسب التنسيق كما موضّح في الملاحظة التي تلي هذه الفقرة. يجب توثيق طريقة الفحص كإجراء أولي لتقرير فيما إذا كان من الممكن أن يتم احتوائها في مجال الاعتماد.
سؤال: إذا أراد مختبر أن يستخدم طريقة غير قياسية، وفقاً لما هو مطلوب محدد من قبل الزبون خلال مراجعة عقد العمل. فهل على المختبر إجراء تثبت وحسب الفقرة 5-4-5؟
جواب: إذا كانت طريقة الفحص هذه مدرجة ضمن مجال اعتماد المختبر (بسبب أن الزبائن تتطلب ذلك بشكل متقطع أو بشكل دائم)، أو إذا كانت طريقة الفحص قياسية أصلاً لكن جرى عليها تعديل وهي كذلك مدرجة في مجال الاعتماد، فإنه من مسؤوليات المختبر إذا كان راغباً في اعتماد هذه الطرق أن يقوم بإجراء التثبت عليها وحسب الفقرة 5-4-5. في حالة قيام الزبون بتحديد طريقة الفحص مع علمه بأنها ليست مدرجة في مجال الاعتماد للمختبر، فإن الزبون يتحمل المسؤولية عن ملائمة طريقة الفحص، وفي هذه الحالة ليس على المختبر إجراء تثبت لطريقة الفحص. وفي كل الأحوال وحتى يُعتبر الفحص معتمداً، فيجب أن يشير مجال الاعتماد بوضوح أن المختبر يقوم بإجراء الفحوصات بناءً على الطرق التي يزوده بها الزبائن، ويجب أن يكون مدى النتائج و/أو البنود المفحوصة مدرجة ضمن مجال الاعتماد للمختبر. يعتبر مثل هذا المجال معتمداً على المادة المفحوصة (parameter) أو على التقنية (technology) وهي استثناءات وليست الأساس. يجب عند مراجعة عقد العمل أن يتم وبوضوح توثيق اختيار وتحديد الزبون لطريقة الفحص. وبالنسبة لمجالات الاعتماد التي تتضمن طرقاً محدده (لا تعتمد على المادة المفحوصة أو التقنية) لكنها تتضمن حاشية في المجال لاعتماد «أنواع أُخرى من طرق شبيهة»، فعلى المختبر التثبت من هذه الطرق الشبيهة.